# GDDR7 SDRAM
La memoria dinámica de acceso aleatorio síncrona de velocidad de datos doble de gráficos 7 (SDRAM GDDR7) es un tipo de memoria de acceso aleatorio de gráficos síncronos (SGRAM) especificada por el estándar de memoria de semiconductores JEDEC, con un ancho de banda alto, interfaz de "velocidad de datos doble", diseñada para uso en tarjetas gráficas, consolas de juegos y computación de alto rendimiento. Es un tipo de GDDR SDRAM (SDRAM DDR gráfica), y es el sucesor de la GDDR6.

## Historia
- En Samsung Tech Day 2022, Samsung anunció GDDR7 como el sucesor de GDDR6X, que podría ofrecer hasta 36 GT/s. [1] Samsung anunció dos meses después que utilizaría la señalización PAM-3 para lograr la tasa de transferencia más alta. [2]
- El 8 de marzo de 2023, Cadence anunció la herramienta de solución de verificación para la producción preliminar de SDRAM GDDR7. [3]
- El 30 de junio de 2023, Micron anunció que se fabricará utilizando el nodo 1ß (equivalente a un nodo de proceso de 12 a 10 nm), cuyo lanzamiento está previsto para el primer semestre de 2024. [4]
- El 18 de julio de 2023, Samsung anunció la primera generación de GDDR7, que puede alcanzar hasta 32 Gbps por pin (un 33 % más de ancho de banda por pin en comparación con los 24 Gbps por pin de GDDR6), un 40 % más de ancho de banda (1,5 TB/s) en comparación con GDDR6 (1,1 TB/s) y un 20 % más de eficiencia energética. Para el material de embalaje, utilizará un compuesto de moldeo epoxi (EMC) junto con la optimización de la arquitectura IC, lo que reducirá la resistencia térmica en un 70 %. [5] Más tarde, en una sesión de preguntas y respuestas, Samsung mencionó que se fabricará utilizando el nodo D1z (equivalente a 15-14 nm [6]) y funcionará con 1,2 V. Una versión de 1,1 V con velocidades de reloj reducidas también estará disponible en algún momento en el futuro después del lanzamiento de la versión de 1,2 V. [7]
- El 5 de marzo de 2024, JEDEC publicó el estándar formal y las especificaciones de la memoria gráfica GDDR7. [8]

## Tecnologías
GDDR7 SDRAM emplea señalización PAM-3 (modulación de amplitud de pulso de tres niveles) en lugar de NRZ. PAM-3 es un 20% más eficiente energéticamente que NRZ y funciona con un ancho de banda mayor. El equipo de fabricación será menos costoso que el PAM-4. PAM-3 procesa 1,58 bits por ciclo, mientras que NRZ procesa solo 1 bit por ciclo.  La SDRAM GDDR7 también se fabricará utilizando el nodo 1ß (equivalente a un nodo de proceso de 12 a 10 nm), que será el último proceso de producción de DRAM que dependerá de herramientas de litografía ultravioleta profunda (DUV) ; Los dispositivos futuros se producirán utilizando litografía ultravioleta extrema (EUV).